# إيلي ستون
إيلي ستون (بالإنجليزية: Elly Stone)‏ هي مغنية وممثلة أمريكية، ولدت في 30 مايو 1927، وتوفيت في 11 يونيو 2020.

## وصلات خارجية
- إيلي ستون على موقع IMDb (الإنجليزية)
- إيلي ستون على موقع ميوزك برينز (الإنجليزية)
- إيلي ستون على موقع أول موفي (الإنجليزية)
- إيلي ستون على موقع قاعدة بيانات برودواي على الإنترنت (الإنجليزية)
- إيلي ستون على موقع ديسكوغز (الإنجليزية)